# هيئة الصحة العامة السويدية
هيئة الصحة العامة في السويد (بالسويدية: Folkhälsomyndigheten)‏ هي وكالة حكومية سويدية مسؤولة عن الصحة العامة. وهي تابعة لوزارة الصحة والشؤون الاجتماعية وتعمل على تعزيز الصحة العامة والوقاية من الأمراض والإصابات من خلال التعليم. وهي تراقب صحة السكان، وتدابير مكافحة الأمراض المعدية، وتدخلات الصحة العامة، وتساعد الحكومة في عملية صنع القرار من خلال توفير الحقائق والمعرفة. الوكالة مكلفة بتقليل التأثير البيئي السلبي على صحة الإنسان، وتشارك في عمل الاتحاد الأوروبي ومنظمات الصحة العامة الدولية، مثل منظمة الصحة العالمية والرابطة الدولية للمعاهد الوطنية للصحة العامة.

## التاريخ
تأسست الوكالة في عام 2014 بدمج المعهد الوطني السويدي للصحة العامة (Folkhälsoinstitutet) والمعهد السويدي لمكافحة الأمراض السارية (Smittskyddsinstitutet). وقد تحملت معظم المسؤوليات المتعلقة بالصحة البيئية وتقارير البيئة والصحة العامة التي كانت سابقًا من اختصاص المجلس الوطني للصحة والرعاية الاجتماعية (Socialstyrelsen).

## التنظيم
لدى الوكالة حوالي 450 موظفًا ومقرها في سولنا. ويقودها المدير العام يوهان كارلسون، وتنظم في خمس أقسام: علم الأوبئة والتقييم، ودعم المعرفة، وعلم الأحياء الدقيقة، والاتصالات والإدارة.

## مختبر عالي الاحتواء
تدير هيئة الصحة العامة السويدية المختبر الوحيد للسلامة الأحيائية 4 في منطقة دول الشمال - واحد من ستة فقط في أوروبا. يقع المختبر في المقر الرئيسي في سولنا، ويعمل منذ عام 2001. بُني من الفولاذ المغلف بالكامل، وهو معزول تمامًا عن بقية المباني. يتم الحفاظ على المبنى بأكمله تحت غرفة الضغط السلبي، لمنع انتشار أي عدوى في الهواء الطلق، ويقتصر الوصول إلى المختبر على ما يقرب من 20 موظفًا، يفحصهم مسبقًا مصلحة الأمن السويدية. عادة ما يعالج المرضى الذين يعانون من أمراض شديدة العدوى في مرافق طبية عالية الاحتواء في مستشفى جامعة لينشوبينغ أو في مستشفى جامعة كارولينسكا.

## روابط خارجية
- هيئة الصحة العامة السويدية - الموقع الرسمي (الإنجليزية)
- مقطع يوتيوب على معمل BSL4 في سولنا (ترجمة بالإنجليزية)
- بوابة الصحة العمومية الرسمية للإتحاد الأوروبي
- شبكة قانون الصحة العامة - المساعدة الفنية القانونية والتعليمية في قانون الصحة العامة
- ماذا تعني الصحة العمومية